# 1763
1763 (MDCCLXIII) byl rok, který dle gregoriánského kalendáře započal sobotou.

## Události
- 10. února – Velká Británie, Portugalsko, Francie a Španělsko uzavřeli Pařížský mír.
- 15. února – Prusko, Habsburská monarchie a Saské kurfiřtství uzavřeli Hubertusburský mír. Společně s Pařížským mírem tak byla ukončena sedmiletá válka. Rakousko natrvalo ztratilo podstatnou část Slezska a Prusko se stalo novou evropskou velmocí.
- Pařížská mírová smlouva – mezi Francií a Španělskem – o příměří
- Území státu USA Mississippi přešlo z francouzského do britského majetku
- První zakreslená fosilní kost dinosaura (pravděpodobně rod Megalosaurus) je neformálně popsána jako Scrotum humanum.[1]

### Probíhající události
- 1754–1763 – Francouzsko-indiánská válka
- 1756–1763 – Sedmiletá válka
- 1763–1766 – Pontiacovo povstání

## Narození

### Česko

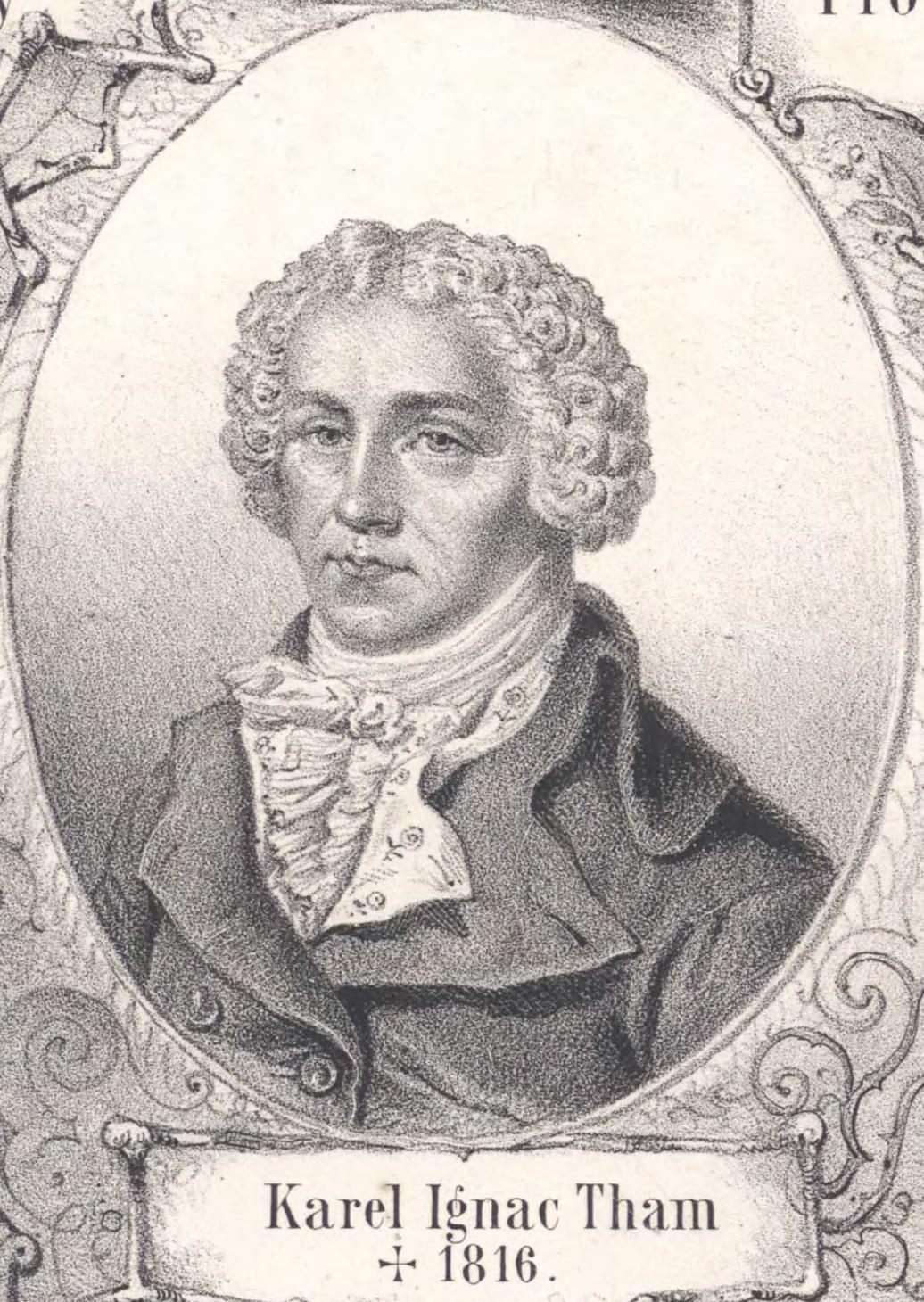
Karel Ignác Thám (* 4. listopadu)

- 20. února – Vojtěch Jírovec, česko-rakouský skladatel († 19. března 1850)
- 25. dubna – Alois Klar, filantrop, zakladatel Klárova ústavu († 25. března 1833)
- 7. května – Jan Melič, lékař-porodník († 28. února 1837)
- 12. května – Antonín Josef Zíma, spisovatel, buditel a knihtiskař († 4. července 1832)
- 4. září – Josef Šternberk, šlechtic, mecenáš a osvícenec († 8. dubna 1830)
- 4. listopadu – Karel Ignác Thám, spisovatel a překladatel († 7. března 1816)
- neznámé datum – Jan Tachezzi, katolický duchovní a kanovník († 31. července 1828)

### Svět

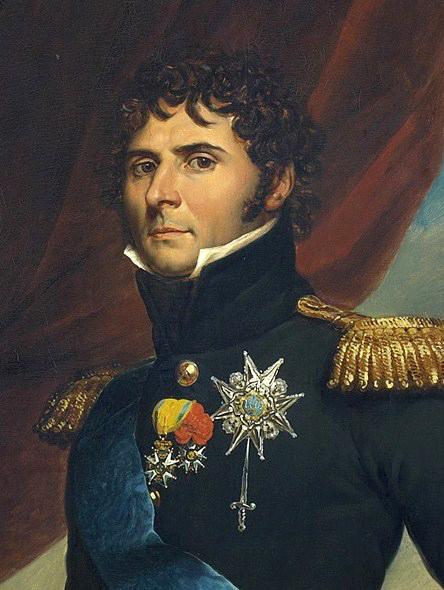
Karel XIV. (* 26. ledna)

- 3. ledna – Joseph Fesch, francouzský arcibiskup a kardinál († 13. května 1839)
- 8. ledna – Jean-Baptiste Drouet, francouzský poštmistr, který poznal krále Ludvíka XVI. na útěku († 10. dubna 1824)
- 13. ledna – Louis Alexandre Andrault de Langeron, ruský generál francouzského původu († 4. července 1831)
- 15. ledna – François-Joseph Talma, francouzský herec († 19. října 1826)
- 21. ledna – Augustin Robespierre, francouzský revoluční politik († 28. července 1794)
- 24. ledna – Carl Bernhard Garve, německý evangelický teolog a básník († 21. června 1841)
- 26. ledna – Karel XIV., francouzský maršál, později švédský a norský král († 8. března 1844)
- 29. ledna – Johann Gottfried Seume, německý spisovatel a básník († 13. června 1810)
- 14. února – Jean-Victor Moreau, francouzský generál († 2. září 1813)
- 21. února – Alois Dessauer, německý bankéř († 11. dubna 1850)
- 13. března – Guillaume Marie Anne Brune, francouzský napoleonský maršál († 2. srpna 1815)
- 21. března – Jean Paul, německý spisovatel († 14. listopadu 1825)
- 21. dubna – François Athanase de Charette de la Contrie, francouzský roajalistický důstojník († 29. února 1796)
- 27. dubna – Jean-Pierre Vaucher, švýcarský botanik a teolog († 5. ledna 1841)
- 6. května – Johan David Åkerblad, švédský diplomat a orientalista († 8. ledna 1819)
- 7. května – Józef Antoni Poniatowski, polský šlechtic, maršál Francie († 19. října 1813)
- 17. května – Pierre-Auguste Adet, francouzský chemik a diplomat († 19. března 1834)
- 15. června – Issa Kobajaši, japonský básník a buddhistický mnich († 19. listopadu 1827)
- 19. června – Johann Baptist Allgaier, rakouský šachista († 3. ledna 1823)
- 22. června – Étienne-Nicolas Méhul, francouzský skladatel († 18. října 1817)
- 23. června – Joséphine de Beauharnais, francouzská císařovna, manželka Napoleona († 29. května 1814)
- 30. června – Samuel Rogers, anglický básník, bankéř a mecenáš († 18. listopadu 1855)
- 17. července – John Jacob Astor, americký obchodník a miliardář († 29. března 1848)
- 16. srpna – Bedřich August Hannoverský, britský a německý princ († 5. ledna 1827)
- 17. srpna – Dmitrij Nikolajevič Seňavin, ruský admirál († 17. dubna 1831))
- 19. října – Josef Karel z Ditrichštejna, první guvernér Rakouské národní banky († 17. září 1825)
- 8. listopadu – Otto Wilhelm Masing, estonský národní buditel a jazykovědec († 15. března 1832)
- 17. listopadu – Christoph von Passy, rakouský právník a pedagog činný v Olomouci († 1837)
- 25. listopadu – Jean-Germain Drouais, francouzský malíř († 15. července 1788)
- 28. listopadu – Isabella Albrizzi-Teotochi, benátská spisovatelka († 27. září 1836)
- neznámé datum
  - Augustin Félix Fortin, francouzský malíř a sochař († 1832)
  - William McCoy, skotský námořník a vzbouřenec († 20. dubna 1799)
  - Šen Fu, čínský spisovatel

## Úmrtí

### Česko
- 24. září – Jan Krumlovský, český skladatel a virtuóz na violu d’amore (* 10. listopadu 1719)
- 26. října – Jan Mořic Gustav z Manderscheid-Blankenheimu, arcibiskup pražský (* 12. června 1676)
- neznámé datum – Jan Petr Votápek z Ritterwaldu, táborský soudce (* 1676)

### Svět
- 12. února – Pierre Carlet de Chamblain de Marivaux, francouzský spisovatel, dramatik a žurnalista (* 8. února 1688)
- 18. dubna – Franz Anton Bustelli, německý keramik (* 12. dubna 1723)
- 14. srpna – Giovanni Battista Somis, italský houslista a hudební skladatel (* 25. prosince 1686)
- 19. srpna – Karel August Waldeck, nejvyšší velitel nizozemské armády (* 24. září 1704)
- 5. října – August III. Polský, polský král a velkokníže litevský a saský kurfiřt (*17. října 1696)
- 27. října – William Maclure, skotský geolog, učenec a filantrop († 23. března 1840)
- 20. listopadu – Giacomo Sellitto, italský skladatel (* 28. července 1701)
- 23. listopadu – Antoine François Prévost, francouzský spisovatel a romanopisec (* 1. dubna 1697)
- 27. listopadu – Isabela Parmská, dcera Filipa Parmského a první manželka následníka trůnu habsburské monarchie Josefa II. (* 31. prosince 1741)
- 17. prosince – Fridrich Kristián Saský, saský kurfiřt (* 5. září 1722)
- neznámé datum
  - Ivan Fjodorovič Mičurin, ruský barokní architekt (* 1700)
  - Johann Gottlieb Janitsch, německý hudební skladatel (* 19. června 1708)

## Hlavy států
- Francie – Ludvík XV. (1715–1774)
- Habsburská monarchie – Marie Terezie (1740–1780)
- Osmanská říše – Mustafa III. (1757–1774)
- Polsko – August III. (1734–1763)
- Prusko – Fridrich II. (1740–1786)
- Rusko – Kateřina II. Veliká (1762–1796)
- Španělsko – Karel III. (1759–1788)
- Švédsko – Adolf I. Fridrich (1751–1771)
- Velká Británie – Jiří III. (1760–1820)
- Svatá říše římská – František I. Štěpán Lotrinský (1745–1765)
- Papež – Klement XIII. (1758–1769)
- Japonsko – Go-Sakuramači (1762–1771)